# Rudolf Rempel (Richter)
Rudolf Rempel (* 28. August 1892 in Bielefeld; † 28. August 1977) war ein deutscher Instanzrichter und Beamter am Bundesrechnungshof.

## Leben
Rempel studiert Rechts- und Staatswissenschaften in Genf, Heidelberg und Bonn. In Heidelberg wurde er 1911 im Corps Suevia Heidelberg aktiv. Nach dem Kriegsdienst im Ersten Weltkrieg wurde er 1922 Gerichtsassessor. Rempel war 1924 bis 1928 Referent der Staatsvertretung am deutsch-französischen gemischten Schiedsgericht. Er wurde 1928 Amtsgerichtsrat in Berlin. 1933 wurde er Landgerichtsrat und 1934 Kammergerichtsrat. Er war dort auch Personalreferent. 1939 wurde er Ministerialrat beim Reichrechnungshof. Nach dem Zweiten Weltkrieg war er zuletzt Ministerialrat am Bundesrechnungshof in dessen Dienstgebäude in Frankfurt am Main.